# Ljubičevac (Kladovo)
Ljubičevac (em cirílico:Љубичевац) é uma vila da Sérvia localizada no município de Bor, pertencente ao distrito de Bor, na região de Ključ. A sua população era de 458 habitantes segundo o censo de 2002.

## Demografia
| 1948  | 1953  | 1961  | 1971  | 1981  | 1991  | 2002 |
| ----- | ----- | ----- | ----- | ----- | ----- | ---- |
| 1 403 | 1 398 | 1 394 | 1 440 | 1 562 | 1 366 | 458  |